# Arnaud Merklé
Pour les articles homonymes, voir Merklé.
Arnaud Merklé, né le 25 avril 2000 à Staffelfelden, est un joueur français de badminton licencié au club Red Star Mulhouse. Il débute le badminton a 3 ans, en suivant son père et son frère au club. Il évolue en catégorie Simple Homme. Il participe à ses premières compétitions dès l’âge de 8 ans. En juin 2021, il rejoint l’INSEP (Paris).

## Carrière
Chez les jeunes il sera 12 fois "champion de France" dans toutes les catégories, benjamin, minime, junior. En 2014, aux Championnats d'Europe de badminton des moins de 15 ans à Bâle, il est médaillé de bronze en double hommes avec Eloi Adam. En février 2015, il remporte les huit nations minimes qui est l’équivalent du championnat d’Europe. En 2018, aux Championnats d'Europe juniors à Tallinn, par équipes mixtes et en simple, il est médaillé de bronze en double hommes avec Eloi Adam. et remporte la médaille d'or en simple hommes en s'imposant face à Christo Popov. Il devient ainsi numéro 3 mondial junior.
Il se qualifie pour les Jeux Olympiques de la Jeunesse. Premier joueur français à franchir les poules, il bat en quarts de finale le numéro 1 mondial junior et champion du monde en titre (Vitidsarn Kunlavut - Thaïlande). Il s’incline en demi-finale face à LI SHIFENG et termine à la 4ème place.

### Circuit seniors international
En décembre 2022, Arnaud est contraint à l'abandon sur blessure à la cheville en quarts de finale de l’Open du Pays de Galles.
Sur le circuit BWF International Challenges Séries, il remporte 7 titres. En 2023 Arnaud Merklé signe un retour sur le circuit après son opération à la hanche, en remportant la 2e édition du Nantes International Challenge en battant en finale l'Indien Jason Christ.

### BWF World Tour
En Inde, lors du Syed Modi S300 International 2022,  Arnaud Merklé réalise un parcours prometteur et devait disputer la finale  contre Lucas Claerbout (Une première dans l'histoire du badminton Français où 2 Français atteignent la finale). La veille du match Arnaud est testé positif au Covid-19. Lucas, avec qui Arnaud partageait une chambre d'hotel, est déclaré cas-contact. Les organisateurs du tournoi décident donc d'annuler la finale sans déclarer le vainqueur.
En 2024, il dispute neuf tournois sur le wold tour sans parvenir à passer le 1er tour. Néanmoins il acquiert de l'expérience et livre plusieurs matches de haut niveau en particulier lors du CLASH ROYALE Arctic Open HSBC BWF World Tour Super 500, face au joueur taïwanais Chou Tien-chen (n°10 mondial) ou encore lors des championnats d'Europe face au Danois Anders Antonsen (n°2 mondial), cédant en deux sets mais sur des scores très serrés : 22-24, 25-27.

### Championnat de France
En 2020, il devient vice-champion de France.
En 2021, il est sacré Champion de France à Besançon face à Valentin Singer. 

### Équipe de France
Arnaud Merklé est plusieurs fois sélectionné en équipe de France et contribue aux succès parmi lesquels on retiendra les Championnats d'Europe de badminton par équipes à Liévin, où l'équipe de France remporte la médaille de bronze par équipe. et les Championnats d'Europe par équipe en 2023 et 2024, où l'équipe de France est titrée vice-championne d'Europe par équipe,.

## Distinctions
Pour l'ensemble de ses performances jeunes, il est élu « Fan Player of the Year 2018 - catégorie Junior » par Badminton Europe Confédération. 
Sélectionné par le CNOSF en aout 2020 pour être Ambassadeur de l’équipe de France Jeunes (14-18 ans), Arnaud Merklé accompagnera l’équipe de France au Festival Olympique la Jeunesse Européenne Hiver 2021 / Vuokatti (Finlande) - reporté à décembre 2021.

## Palmarès

### BWF World Tour
Simple hommes
| Année | Tournoi                 | Niveau    | Adversaire      | Score | Résultat  |
| ----- | ----------------------- | --------- | --------------- | ----- | --------- |
| 2022  | Syed Modi International | Super 300 | Lucas Claerbout | WO    | Finaliste |

### BWF International Challenge/Series
Simple hommes
| Année | Tournoi                 | Adversaire             | Score               | Résultat  |
| ----- | ----------------------- | ---------------------- | ------------------- | --------- |
| 2018  | Open de Bulgarie        | Toma Junior Popov      | 20–22, 12–21        | Finaliste |
| 2019  | Estonian International  | Joran Kweekel          | 21–8, 21–16         | Vainqueur |
| 2019  | German International    | Max Weißkirchen        | 22–20, 21–12        | Vainqueur |
| 2021  | Slovenian International | Panji Ahmad Maulana    | 21–8, 21–10         | Vainqueur |
| 2021  | Open d'Autriche         | Panji Ahmad Maulana    | 21–11, 8–21, 15–21  | Finaliste |
| 2021  | Welsh International     | Siril Verma            | 21–14, 11–21, 21–15 | Vainqueur |
| 2022  | Uganda International    | Harshit Aggarwal       | 21–15, 18–21, 21–16 | Vainqueur |
| 2023  | Nantes International    | Jason Christ Alexander | 21–18, 21–16        | Vainqueur |
| 2023  | Réunion Open            | Huang Yu-kai           | 21–19, 21–19        | Vainqueur |

 BWF International Challenge
 BWF International Series
 BWF Future Series

### Championnats de France
Simple hommes
| Compétition            | Année | Rang              |
| ---------------------- | ----- | ----------------- |
| Championnats de France | 2020  | Médaille d'argent |
| Championnats de France | 2021  | Médaille d'or     |
| Championnats de France | 2025  | Médaille d'argent |